# Björnö, Växjö kommun
Björnö är en tätort i Växjö kommun i Kronobergs län, strax öster om Lammhult. Vid ortens norra sida ligger sjön Allgunnen där badplats finns.
2015 förlorade Björnö sin status som tätort på grund av folkmängden minskat till under 200 personer. Istället avgränsades då en småort. 2018 var folkmängden åter över 200 och Björnö blev åter klassad som en tätort, för att 2020 åter bli klassad som småort och 2023 åter klassad som tätort

## Befolkningsutveckling
| Befolkningsutvecklingen i Björnö, Växjö kommun 1995–2018                       | Befolkningsutvecklingen i Björnö, Växjö kommun 1995–2018 | Befolkningsutvecklingen i Björnö, Växjö kommun 1995–2018 | Befolkningsutvecklingen i Björnö, Växjö kommun 1995–2018 | Befolkningsutvecklingen i Björnö, Växjö kommun 1995–2018 |
| ------------------------------------------------------------------------------ | -------------------------------------------------------- | -------------------------------------------------------- | -------------------------------------------------------- | -------------------------------------------------------- |
|                                                                                |                                                          |                                                          |                                                          |                                                          |
| År                                                                             |                                                          |                                                          | Folkmängd                                                | Areal (ha)                                               |
| 1995                                                                           | 1995                                                     |                                                          | 300                                                      | 16                                                       |
| 2000                                                                           | 2000                                                     |                                                          | 260                                                      | 17                                                       |
| 2005                                                                           | 2005                                                     |                                                          | 240                                                      | 17                                                       |
| 2010                                                                           | 2010                                                     |                                                          | 215                                                      | 16                                                       |
| 2015                                                                           | 2015                                                     |                                                          | 198                                                      | 15#                                                      |
| 2018                                                                           | 2018                                                     |                                                          | 210                                                      | 15                                                       |
| Anm.: Ny tätort 1995 som brutits ut ur Lammhult, ej tätort 2015. # Som småort. |                                                          |                                                          |                                                          |                                                          |